# 占婆岛
占婆岛（越南语：／），阮朝汉名大占岛、大占屿，又名劬劳占、占不劳山、尖笔峰等，是越南中部的一个群岛，位于广南省会安市以东20公里的东海中，隶属会安市新合社管辖。古代曾经是海上丝绸之路所经之地。
占婆岛包括劳屿（Hòn Lao）、小枯屿（Hòn Khô Mẹ）、小枯屿（Hòn Khô Con）、罗屿（Hòn Lá）、长屿（Hòn Dài）、戊屿（Hòn Mồ）、耳屿（Hòn Tai）、翁屿（Hòn Ông）等岛屿，其中劳屿为最大岛屿。居民多以捕鱼为业。周围海中的珊瑚、软体动物、海藻等海洋物种闻名于世。景色优美，是旅游胜地。2003年成立了自然保护区。2009年5月加入了联合国教科文组织的世界生物圈保护区网络。